# Dalkarlsbacken

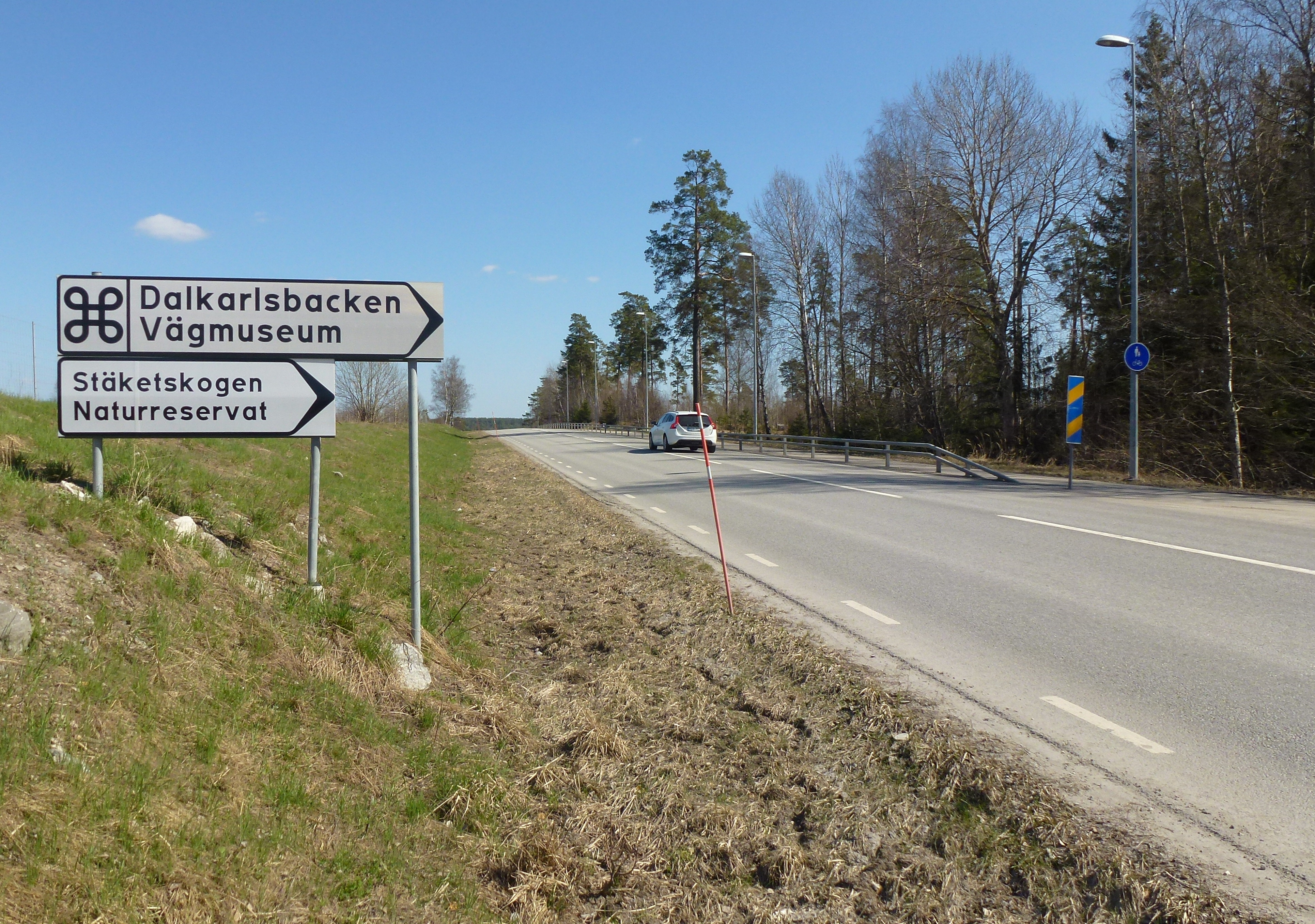
Dalkarlsbacken vägmuseum, skylt vid gamla Enköpingsvägen

Dalkarlsbacken kallas en vägsträcka på gamla Enköpingsvägen i Upplands-Bro kommun. Dalkarlsbacken anlades 1665 och räknas som Sveriges första statliga vägbygge. Idag finns här ett ”levande” vägmuseum där man kan studera olika slags vägbyggen från 1600-talet, 1800-talet, 1900-talet och nutid. Platsen har sitt namn efter de soldater från Dalregementet som fick uppgiften att bygga detta vägavsnitt. Dalkarlsbacken ligger på västra sidan av Stäksön och strax öster om Kungsängen. Genom området sträcker sig en del av den 29 kilometer långa Upplands-Broleden. Söder om Dalkarlsbacken utbreder sig Stäketskogens naturreservat.

## Bakgrund

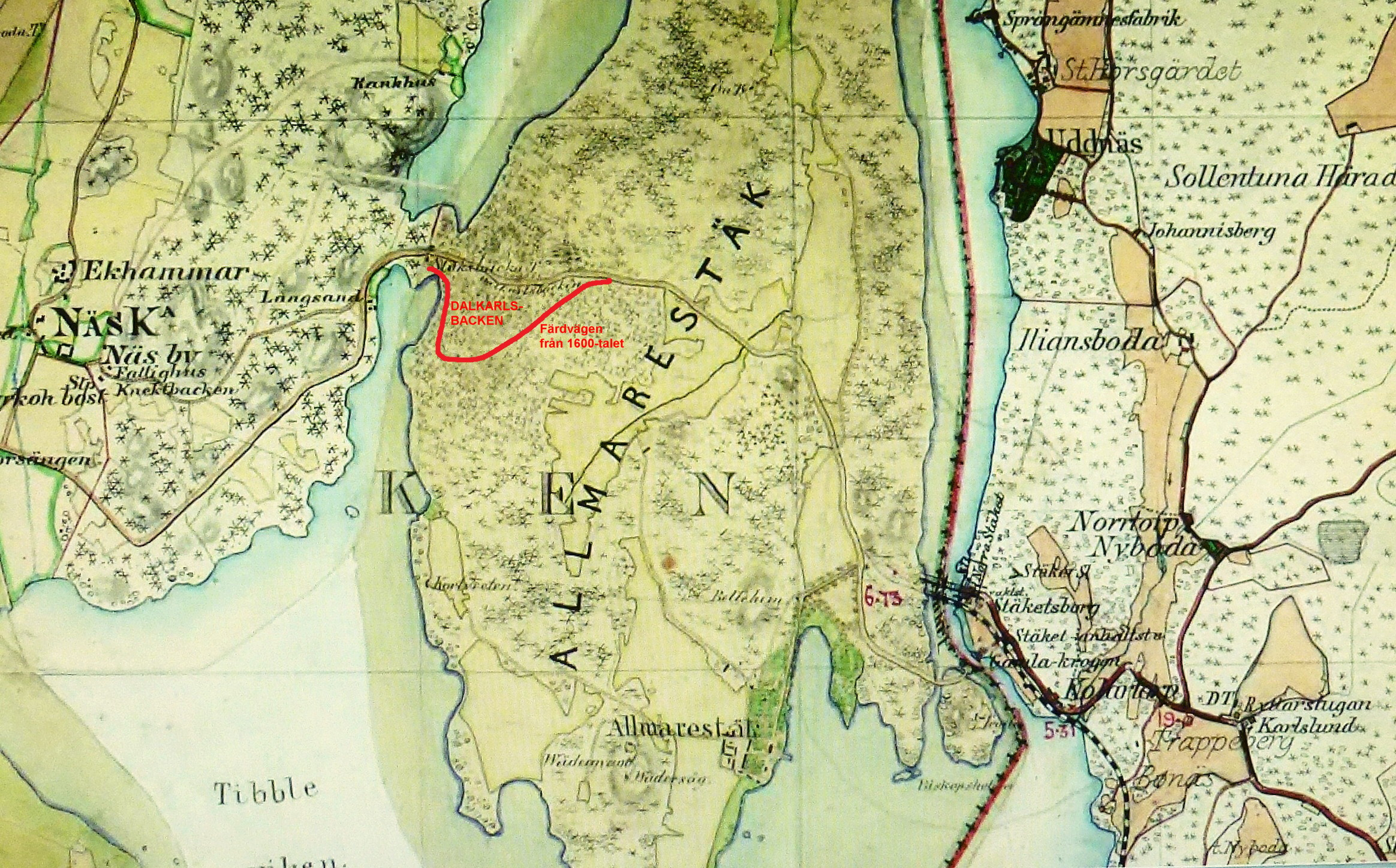
Allmarestäk med Dalkarlsbacken och 1600-tals samt 1800-tals färdvägar. Häradsekonomiska kartan ca 1900.

Under stormaktstiden blev det viktigt att förbättra Sveriges vägnät. Staten sökte organisera både underhåll och vägbredder. En stor landsväg skulle exempelvis ha en bredd av tio alnar (motsvarande sex meter). Det var i första hand bönderna som fick hålla vägarna i skick. Så kallade väghållningsstenar markerade de vägavsnitten som skulle skötas. 
Norr om Stockholm var passagen över och väster om Ryssgraven ett besvärligt vägavsnitt. Här gick den gamla färdvägen från Stockholm till Enköping, Sigtuna, Uppsala, Västerås och vidare till Dalarna. Här strålade även landsvägar samman med sjövägar. Före 1665 ”gick den gamla vägen uppför en tvärbrant ås emellan berghällar och stenar."

## 1600-tals vägen ”Dalkarlsbacken”
Den 18 september 1665 kom regeringens uppmaning  till krigskollegiet att "taga borth Stääks backa" och att arbetena skulle ledas av Jakob Cosswa. Den 15 december 1665 fick han fullmakt att vara rikets ”Wägemästare”, vilket han under resten av livet skulle förbli. För genomförandet skickades 200 man ur Dalregementet till platsen. 
Ritningarna för vägbygget var signerade av slottsarkitekten Jean de la Vallée, som belönades med en kunglig medalj för sin insats. Dalkarlarna fick i sin tur 3 000 liter öl att dela på i bonus. I projektet ingick att anlägga en vägbank över det sanka näset över Ryssgraven och att bygga den 200 meter långa stödmur av obearbetad natursten, som utgör själva "backen". Byggnadsmaterial togs bland annat från ett närbeläget klapperstensfält.
Den enorma stenkonstruktion syns fortfarande idag längs med den branta bergssidan mot Ryssgraven. Omkring 600 meter av vägsträckan är bevarad. Detta arbete anses ha varit ett av de första mer organiserade vägbyggena i landet.

### Bilder, 1650-tals vägbygge

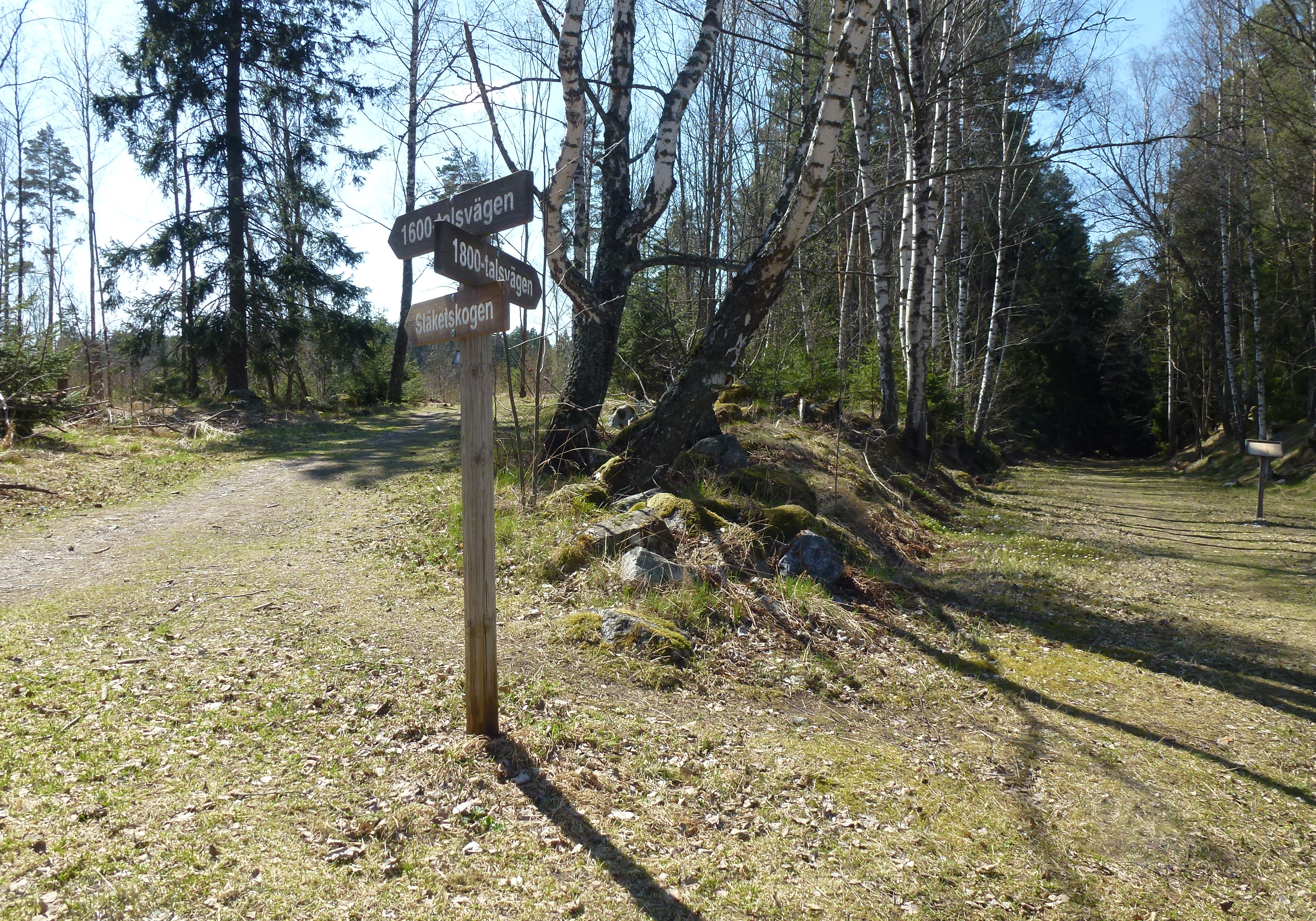
Dalkarlsbacken 1800-tals och 1600-tals vägar
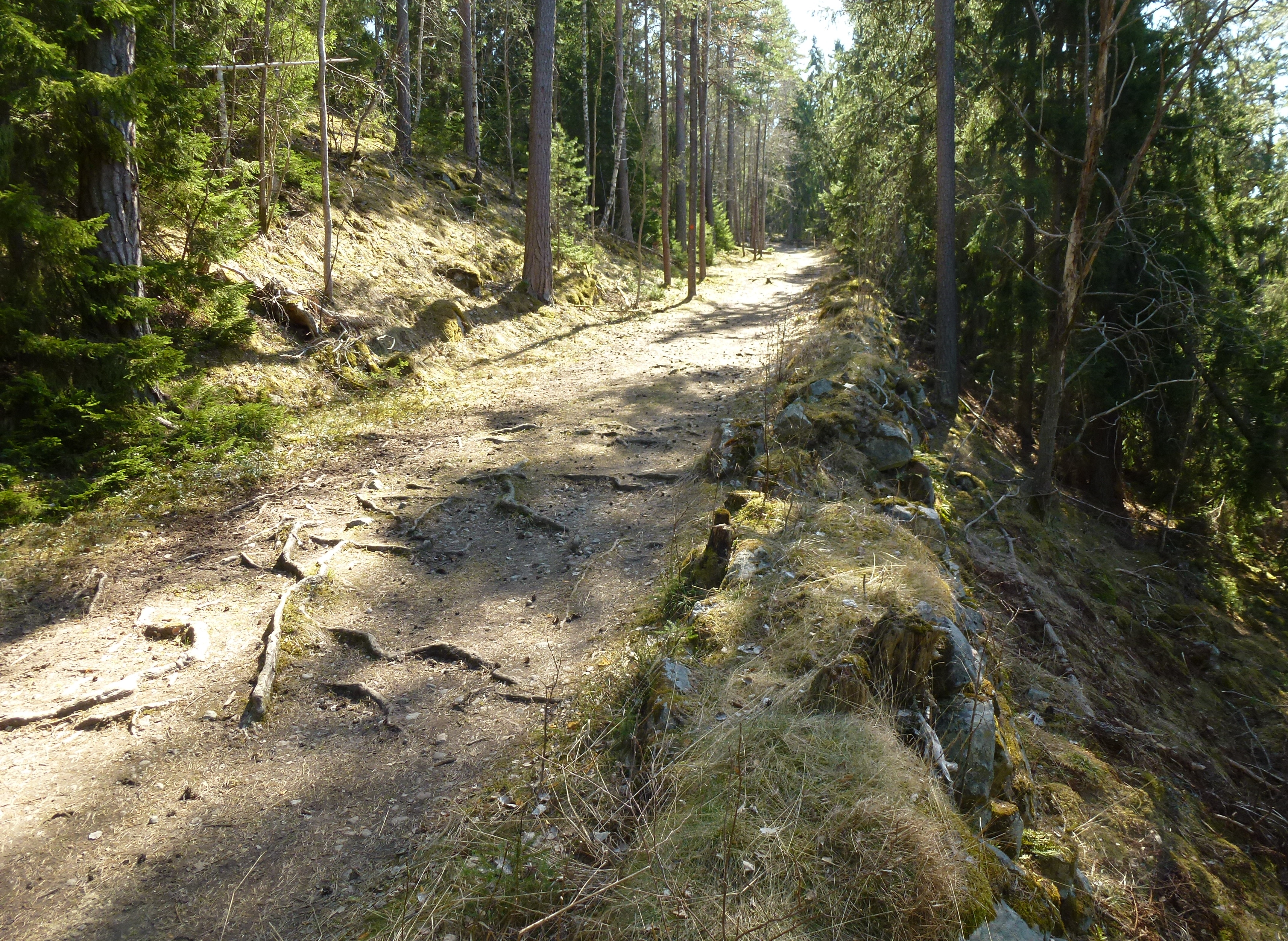
Dalkarlsbacken sedd mot syd
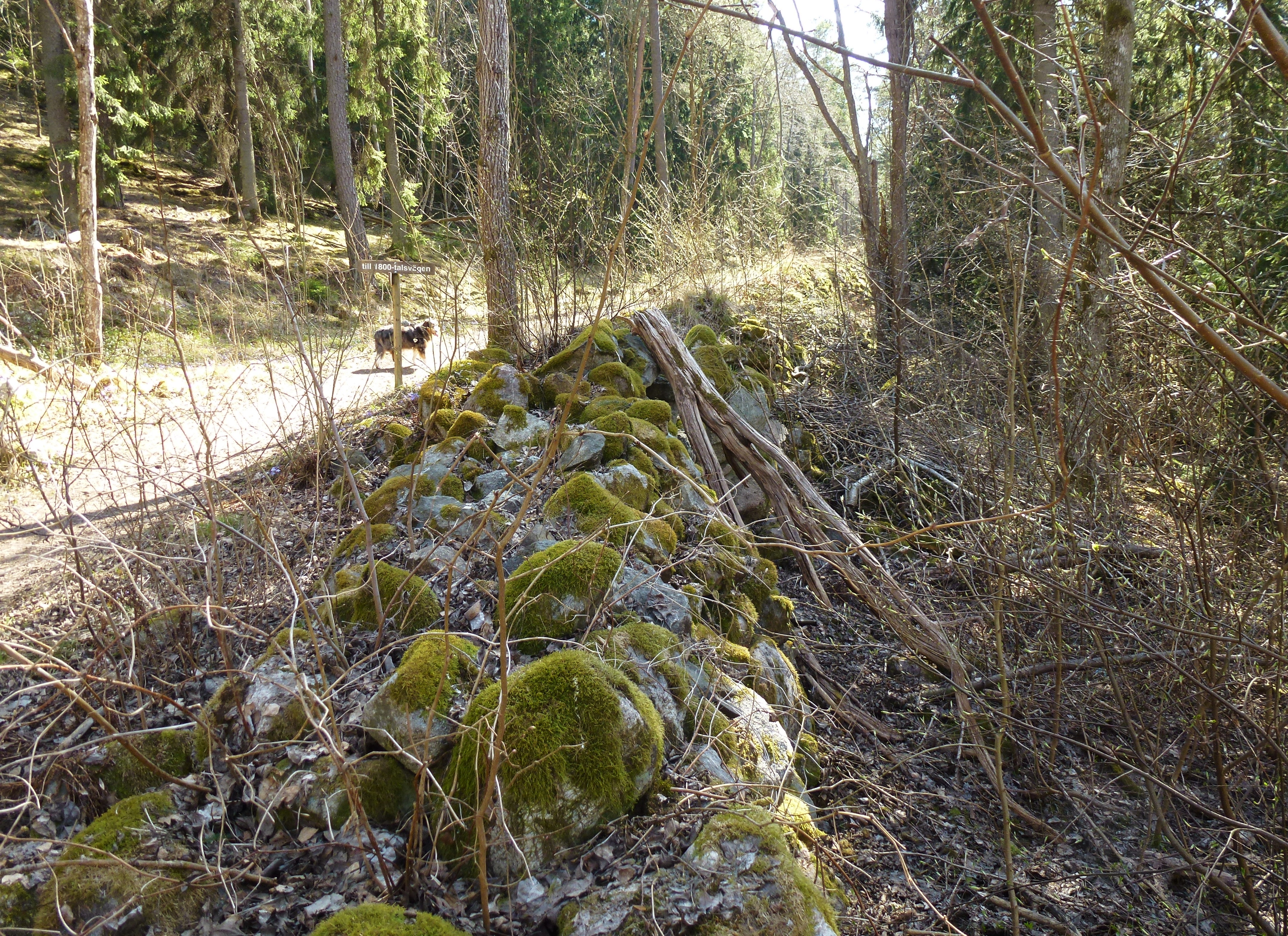
Stödmur från 1650-tals vägbygge vid Dalkarlsbacken, sedd mot syd
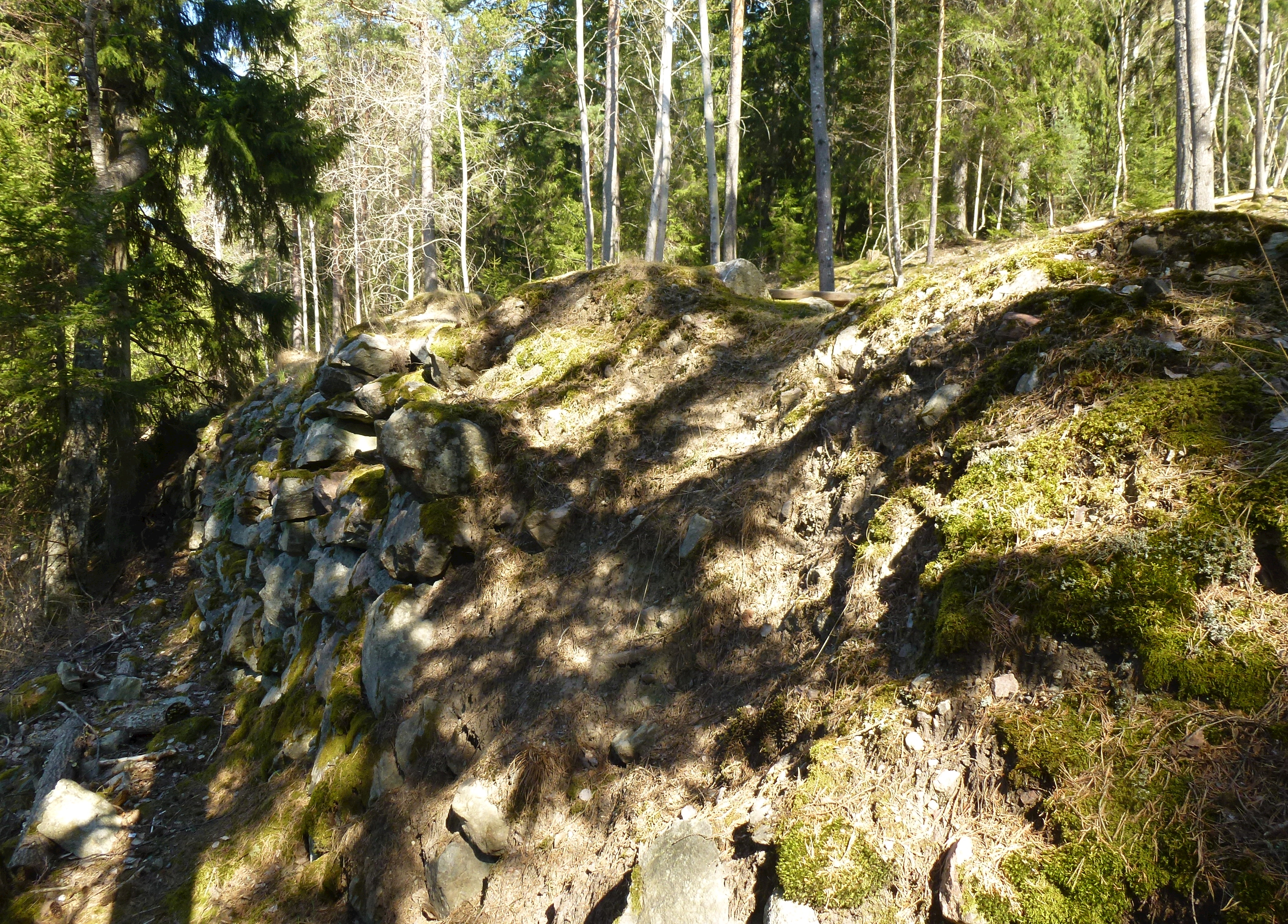
Stödmur från 1650-tals vägbygge vid Dalkarlsbacken, sedd mot norr

## 1850-talets ombyggnad av ”Dalkarlsbacken”

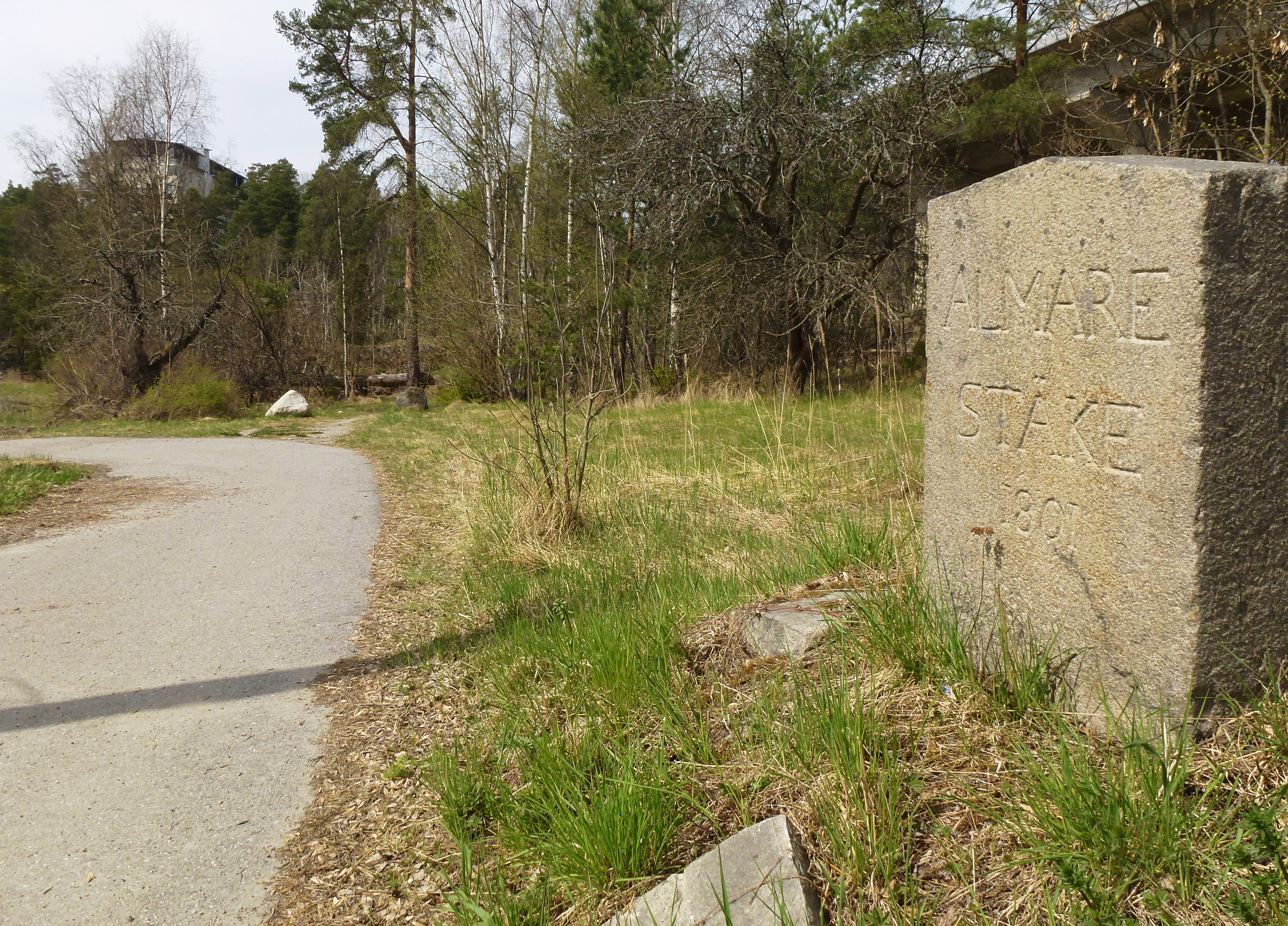
Gränssten från 1801.

Under 1800-talet blev det allt svårare att passera Dalkarlsbacken eftersom fordonen som färdades på vägen blev större och tyngre och trafiken tätare. "Stäcksbacke", som Dalkarlsbacken kallades på 1800-talets mitt, torde ha varit en av de svåraste vägavsnitten i landet och omnämndes i många reseberättelser. Efter det att en postdiligens kring 1850 släppt i den branta backen beslutade myndigheterna om en genomgripande ombyggnad.
En ny, rakare väg sprängdes ut för att undvika den gamla vägens skarpa kurva. Totalt sprängdes över 1 200 m³ berg. All jord och sten fraktades bort och användes för att fylla ut vägbanken vid Ryssgraven. Till minne av vägbyggets start är datumet "18 12/11 52" inhugget i ett stenblock på västra delen av banken. Bygget gick rakt genom en vattenåder och på vintern bilades svallis eftersom solen inte kom åt på den djupa, skuggade vägbanan. Här ligger vägbanken cirka tre till fem meter djup och är sju till åtta meter bred. Nere vid Ryssgraven anlades även en cirka tre till fyra meter hög och 50 meter lång kallmurad stödmur av bearbetad gråsten som hålls på plats av ankarjärn. I juli 1856 var allt färdigställt. Cirka 400 meter av vägsträckan finns kvar.
Nere vid Ryssgraven restes 1801 en gränssten utförd av huggen gråsten med måtten 0,9 meter hög och  0,55 meter bred. Mot sydsidan finns texten "ALMARE STÄKE 1801". Ungefär 40 meter nordöst om sten och under E18:s nuvarande vägbank låg Ryssgravens folkskola.

### Bilder, 1850-talets ombyggnad

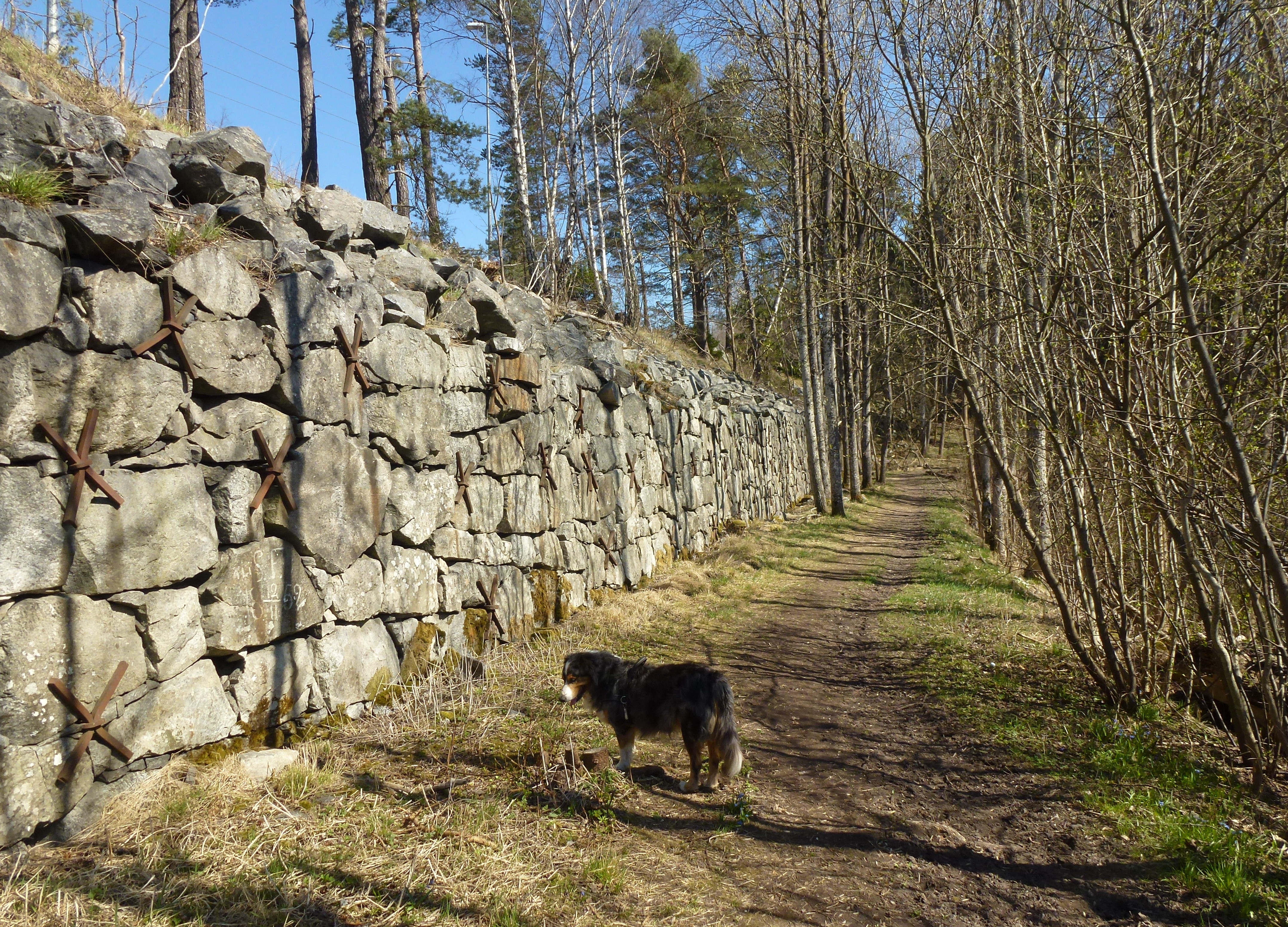
Stödmur från 1850-talets vägbygge vid Dalkarlsbacken
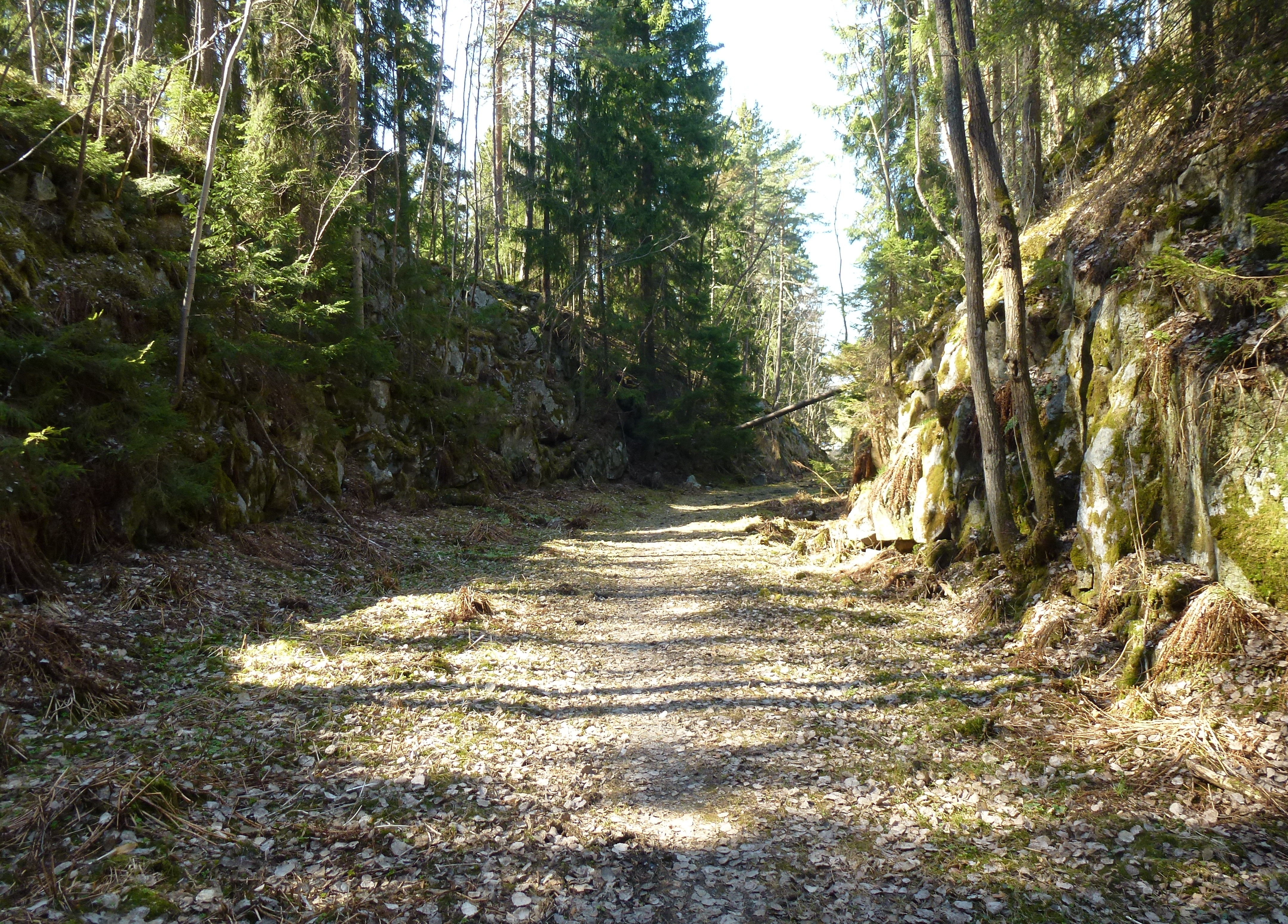
Den utsprängda vägbanken från 1850-talets vägbygge
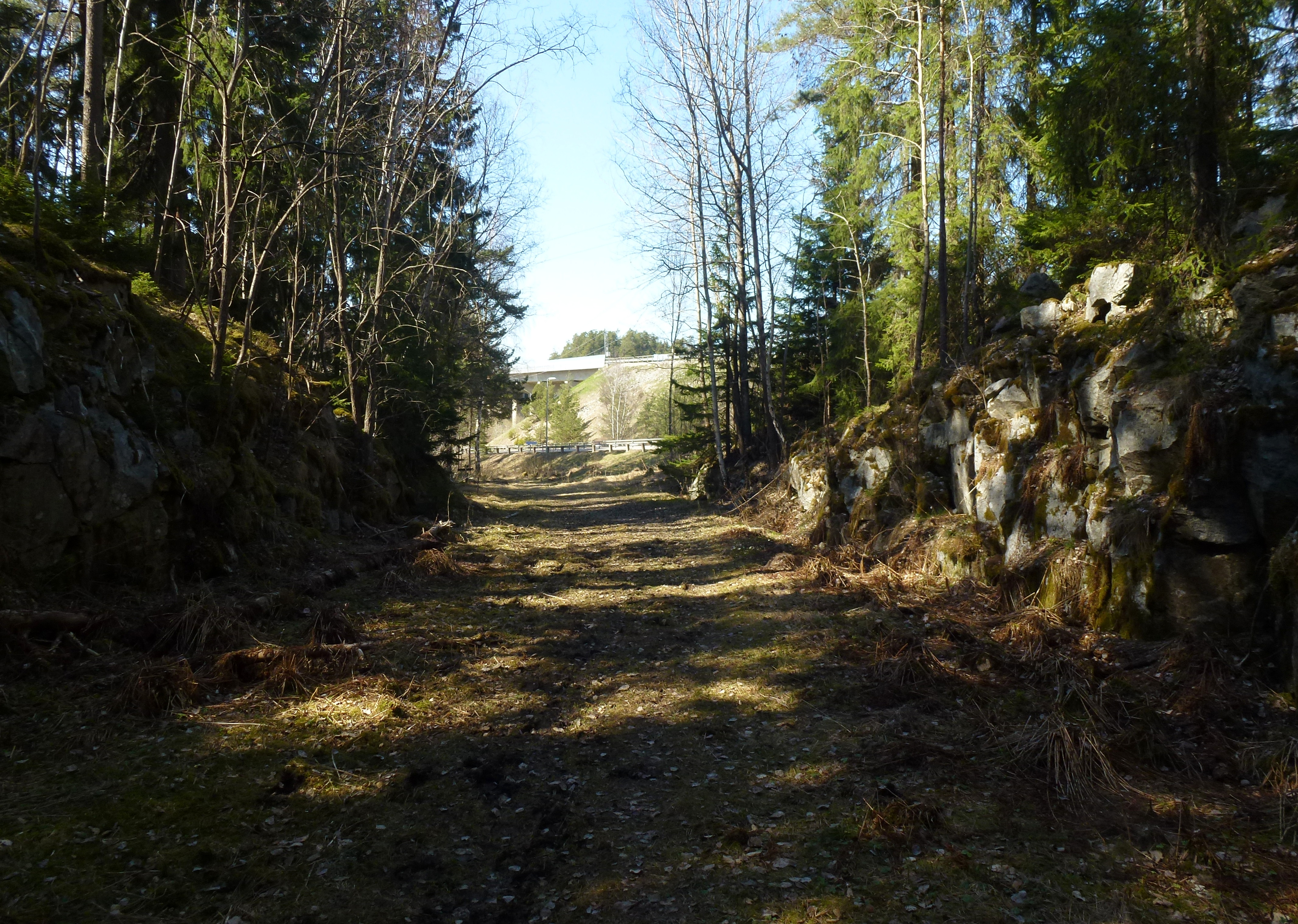
1850-talets vägbank med gamla och nya Enköpingsvägen i bakgrunden
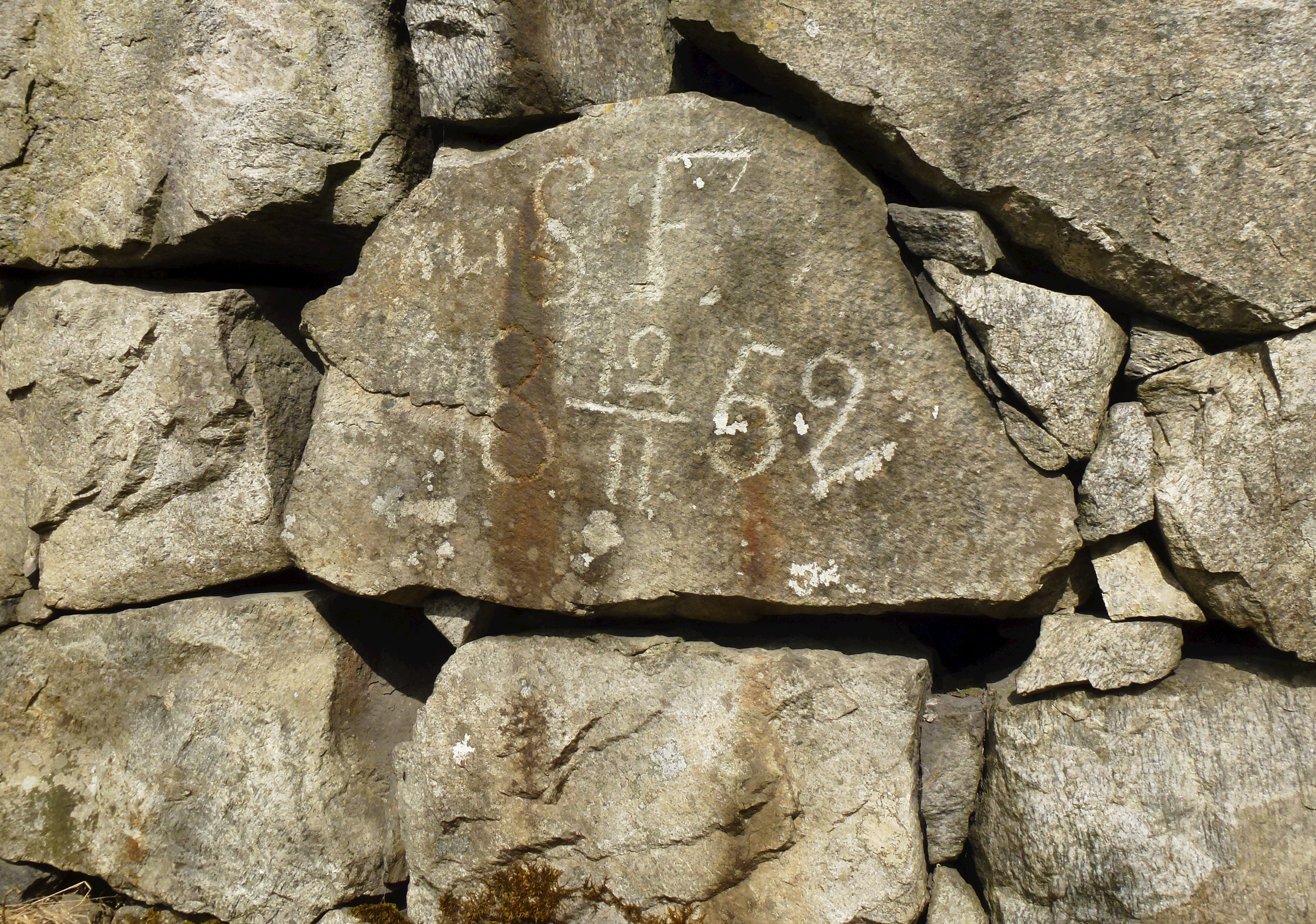
Minnessten "18 12/11 52"

## 1930-talets nödhjälpsarbete och dagens högbro

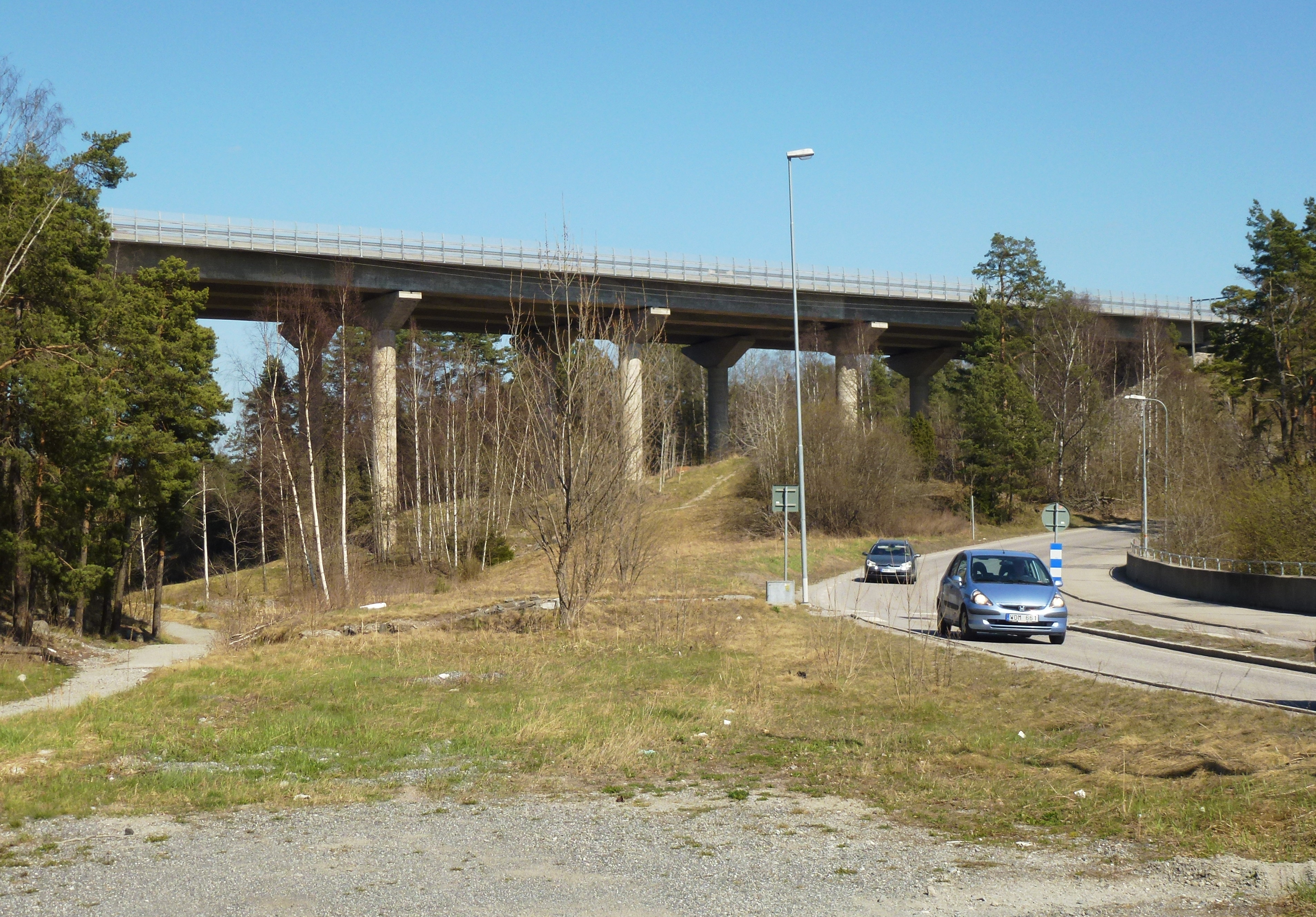
Gamla Enköpingsvägen vid Ryssgraven med motorvägsbron från 1971 i bakgrunden.

Genom området drogs 1876 Stockholm–Västerås–Bergslagens Järnvägars järnvägsspår, som ursprungligen kom till på initiativ av ett privat bolag för att transportera malm från Bergslagen (numera Mälarbanan och från 2001 har den en ny sträckning rakt över Stäksön). På 1930-talet hade Enköpingsvägens trafikbelastning  ökat igen och  1850-talets vägsträcka vid Dalkarlsbacken upplevdes nu som smal och besvärlig att ta sig fram, särskild vintertid. En ny bredare vägbank anlades parallellt och norr om den gamla. Vägarbetet var troligen ett nödhjälpsarbete och utfördes på 1930-talet. 
Fram till 1971 var det Europavägen E18 och Stockholms viktiga vägförbindelse med Oslo. Åter hade trafikintensiteten ökat och en ny radikal lösning blev motorvägsbygget med flera högbroar som medför att vägtrafiken inte längre leds ner i dalgången över Ryssgraven. Från och med 1971 passerar trafiken högt över området på en motorvägsbro strax norr om Dalkarlsbacken. Redan 1967, lagom till högertrafikomläggningen, invigdes högbron Stäketbron över Stäketsundet.